# 腓特烈一世 (紐倫堡)

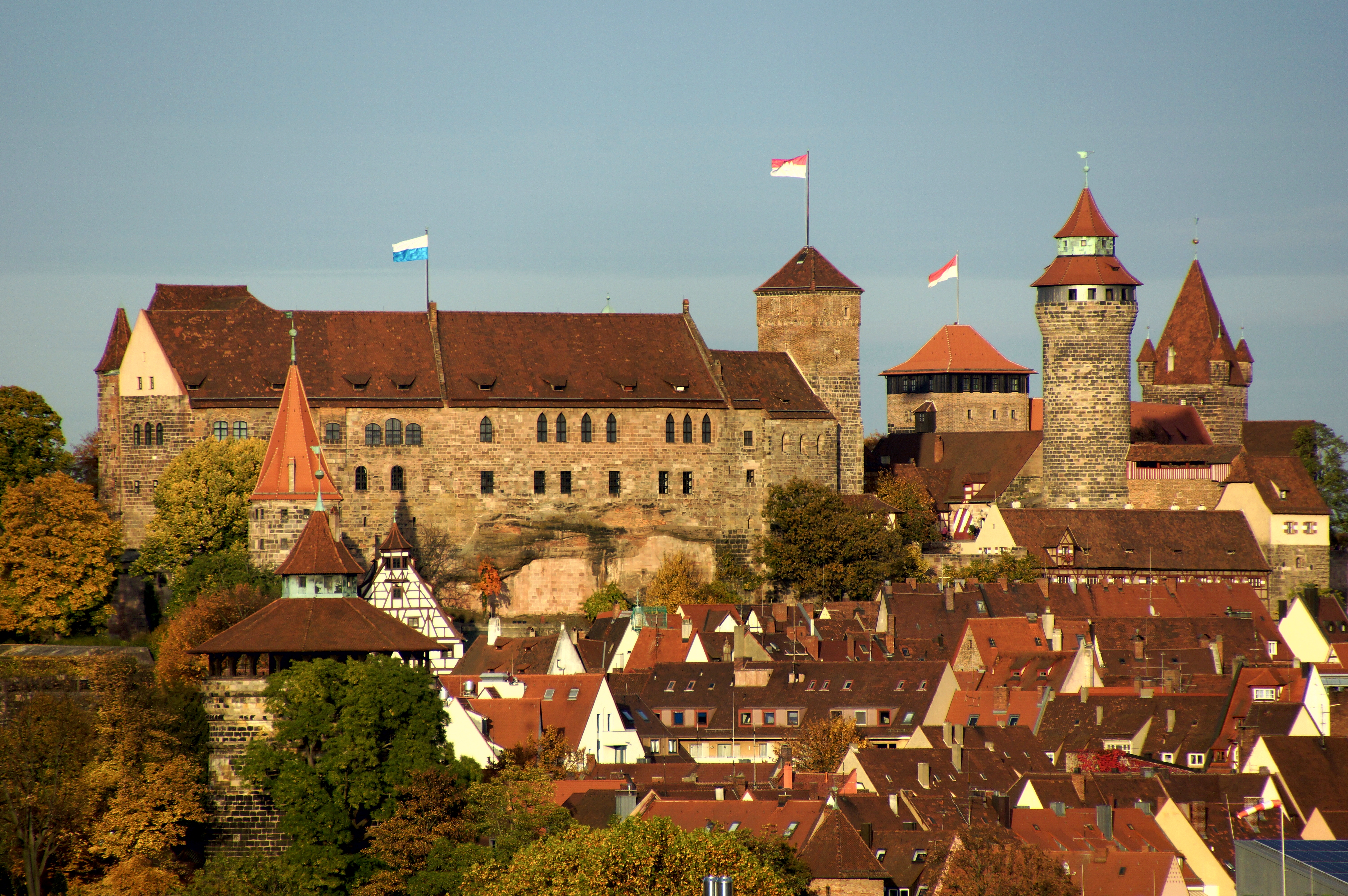
紐倫堡城堡

腓特烈一世（德語：Friedrich I. von Nürnberg，約1138年－1200年10月1日後），原本為索倫伯爵（稱腓特烈三世，1142年至1200年在位），1191年左右繼承岳父拉布斯的康拉德二世成為紐倫堡城領地伯爵。

## 家庭
1184年左右，腓特烈與康拉德二世的女兒索菲結婚，兩人共有2子1女：
1. 康拉德（約1186年—1261年），法蘭克尼亞系始祖
2. 腓特烈（約1188年—約1255年），士瓦本系始祖
3. 伊莉莎白（？年—1255年）